# Bezirk Zaleszczyki

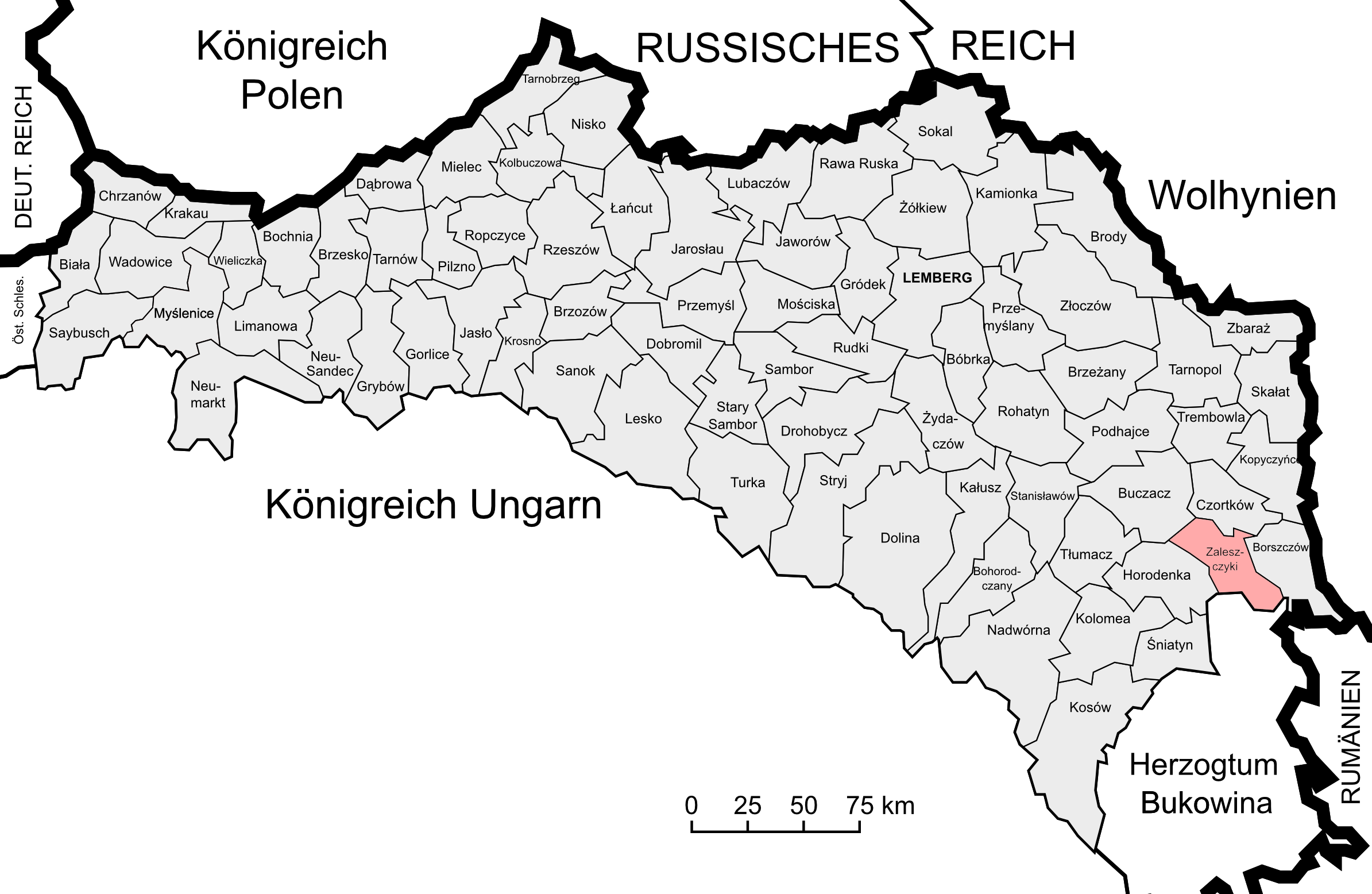
Lage des Bezirks Zaleszczyki im Kronland Galizien und Lodomerien

Der Bezirk Zaleszczyki war ein politischer Bezirk im Kronland Galizien und Lodomerien. Sein Gebiet umfasste Teile Ostgaliziens in der heutigen Westukraine (Oblast Ternopil, Rajon Salischtschyky und Rajon Butschatsch sowie Rajon Tschortkiw), Sitz der Bezirkshauptmannschaft war die Stadt Zaleszczyki. Im November 1918 war der Bezirk nach dem Zusammenbruch der Donaumonarchie am Ende des Ersten Weltkriegs kurzzeitig Teil der Westukrainischen Volksrepublik.
Er grenzte im Norden an den Bezirk Czortków, im Osten an den Bezirk Borszczów, im Süden an das österreichische Kronland Bukowina, im Westen an den Bezirk Horodenka sowie im Nordwesten an den Bezirk Buczacz.

## Geschichte
Nachdem die Kreisämter Ende Oktober 1865 abgeschafft wurden und deren Kompetenzen auf die Bezirksämter übergingen, schuf man nach dem Österreichisch-Ungarischen Ausgleich 1867 auch die Einteilung des Landes in zwei Verwaltungsgebiete ab. Zudem kam es im Zuge der Trennung der politischen von der judikativen Verwaltung zur Schaffung von getrennten Verwaltungs- und Justizbehörden. Während die gerichtliche Einteilung weitgehend unberührt blieb, fasste man Gemeinden mehrerer Gerichtsbezirke zu Verwaltungsbezirken zusammen.
Der neue politische Bezirk Zaleszczyki wurde aus folgenden Bezirken gebildet:
- Bezirk Zaleszczyki (mit 31 Gemeinden)
- Bezirk Tłuste (mit 29 Gemeinden)
- Teilen des Bezirks Jazłowiec (Gemeinden Burakówka, Beremiany, Capowce, Chmielowa, Drohiczówka, Łatacz, Popowce, Sadki, Swierzkowce, Słobudka)

Am 1. November 1880 wurde das Bezirksgericht Uścieczko aufgelöst und der bereits 1879 kundgemachte Gerichtsbezirk Tłuste nahm seine Arbeit auf.
Der Bezirk Zaleszczyki bestand bei der Volkszählung 1910 aus 58 Gemeinden sowie 55 Gutsgebieten und umfasste eine Fläche von 718 km². Hatte die Bevölkerung 1900 noch 77.641 Menschen umfasst, so lebten hier 1910 76.957 Menschen. Auf dem Gebiet lebten dabei mehrheitlich Menschen mit ruthenischer Umgangssprache (69 %) und griechisch-katholischem Glauben, Juden machten rund 12 % der Bevölkerung aus.

## Ortschaften
Auf dem Gebiet des Bezirks bestanden 1910 Bezirksgerichte in Tłuste und Zaleszczyki, diesen waren folgende Orte zugeordnet:
Gerichtsbezirk Tłuste:
- Anielówka
- Beremiany
- Berestek
- Burakówka
- Capowce
- Chartanowce
- Chmielowa
- Czerwonogród
- Drohiczówka
- Hińkowce
- Hołowczyńce
- Karolówka
- Koszyłowce
- Latacz
- Lisowce
- Milowce
- Nagórzany
- Nyrków
- Popowce
- Rożanówka
- Sadki
- Słobódka Koszyłowiecka
- Słone
- Świerzkowce
- Szutromińce
- Szypowce
- Teklówka
- Markt Tłuste Miasto
- Tłuste Wieś
- Torskie
- Markt Uścieczko
- Worwolińce

Gerichtsbezirk Zaleszczyki:
- Bedrykowce bestehend aus den Ortsteilen Bedrykowce und Żyrawka
- Błyszczanka
- Dobrowlany
- Duninów
- Dupliska
- Dźwiniacz
- Markt Gródek
- Holihrady
- Iwanie
- Kasperowce
- Kołodróbka
- Kościelniki
- Kułakowce
- Lesieczniki
- Myszków
- Nowosiółka Kostiukowa
- Pieczarna
- Sińków
- Szczytowce
- Uhryńkowce
- Winiatyńce
- Stadt Zaleszczyki
- Zaleszczyki Stare
- Zazulińce
- Żeżawa